# Webhelp

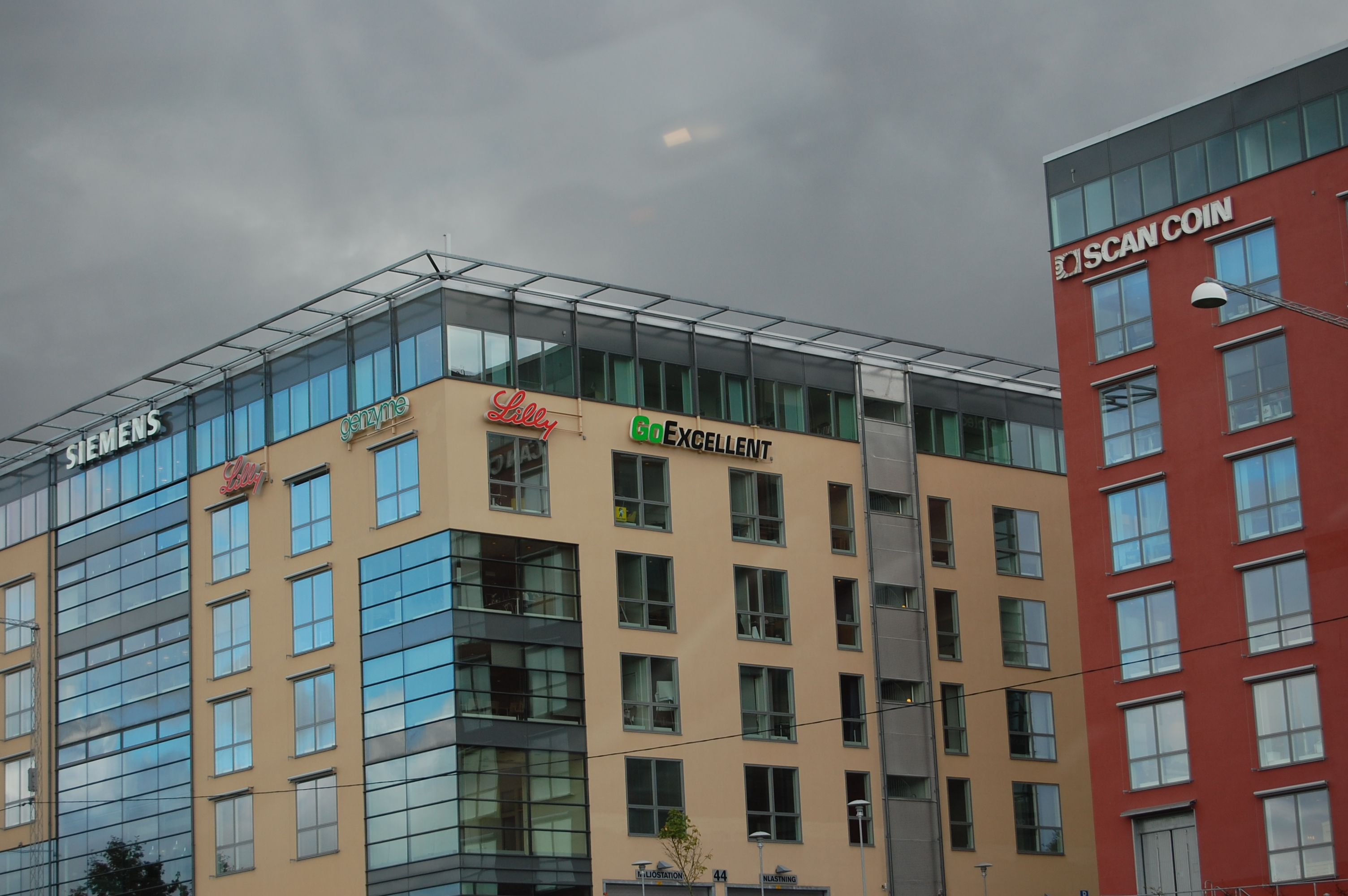
Huvudkontoret i Solna

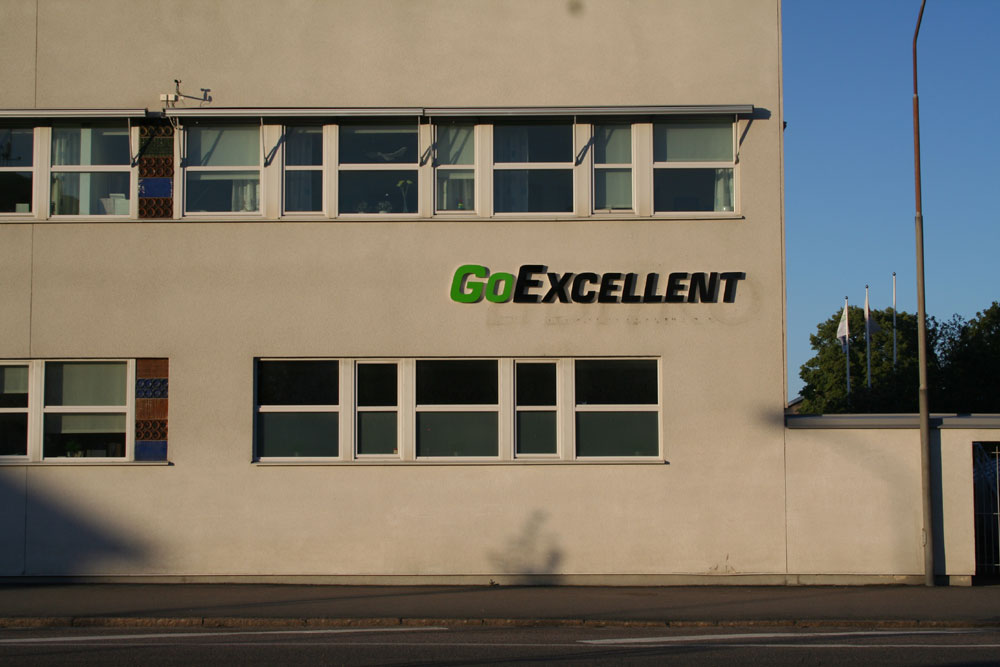
Kalmarkontoret

Webhelp Sweden AB, tidigare Goexcellent AB är ett callcenterföretag verksamt i Nordeuropa och med säte i Sverige. Totalt har företaget drygt 3 000 anställda i fyra länder: Sverige, Finland, Norge och Danmark. Omsättningen är ungefär 95 miljoner euro.
Med runt 20 miljoner kundkontakter per år och verksamhet på 13 orter tillhör man Nordens största arbetsgivare för ungdomar under 26 år, och på flera orter tillhör man de största privata arbetsgivarna. Bland kunderna finns Canal Digital, Viasat, DNA Finland, Fortum, SL, Gigantti, PlusTV, Ica Banken och Telia.
Huvudkontoret ligger i Solna utanför Stockholm och man har callcenters i bland annat Kalmar, Piteå, Östersund, Köpenhamn, Oslo och Helsingfors, var och en med ca 200-300 arbetsplatser.
Den 1 september 2016 gick koncernen upp i WebHelp Group med säte i Paris.

## Historik
Företaget grundades 2000 som Excellent AB av Arne Weinz, Patrik Winqvist och Johan Holm. Efter att ha vuxit organiskt och genom diverse förvärv fusionerades man 2006 med Tradimus AB (dokumentskanning, logistik etc.). Efter ytterligare en sammanslagning med Personec år 2007 bildades Aditro Group AB med Nordic Capital som ägare. Aditro erbjöd outsourcingtjänster inom ekonomi, HR, dokumenthantering, logistik och kundtjänst. De visade sig dock vara svårt att sälja lösningar över affärsområdesgränserna och de avsedda synergieffekterna uteblev. Under 2009 valde man därför att separera kundtjänstverksamheten i det nu fristående bolaget GoExcellent AB.
GoExcellent AB har gjort sig känt via media för att ha avskedat tre anställda på grund av att de enligt företaget skall ha skrivit kritiska inlägg om GoExcellent AB på en privat facebook-sida.